# Europa Cup (korfbal) 1975
De Europacup korfbal 1975 was de 9e editie van dit internationale korfbaltoernooi. 
Het deelnemersveld bestond uit 2 teams uit 3 landen, namelijk Nederland, België en Groot-Brittannië. Van elk deelnemend land werd 1 team in 1 poule geplaatst. Na een kleine poulefase volgden de finalewedstrijden.

## Deelnemers
Poule A
| Club          | Plaats    | Poule |
| ------------- | --------- | ----- |
| Ons Eibernest | Den Haag  | A     |
| Boeckenberg   | Antwerpen | A     |
| Vultrix       | ?         | A     |

Poule B
| Club    | Plaats    | Poule |
| ------- | --------- | ----- |
| LUTO    | Amsterdam | B     |
| Riviera | Antwerpen | B     |
| Bec     | Londen    | B     |

## Het Toernooi

### Poulefase Wedstrijden
Poule A
| Thuisploeg    |   | Uitploeg    | Uitslag |
| ------------- | - | ----------- | ------- |
| Ons Eibernest | - | Vultrix     | 19-1    |
| Ons Eibernest | - | Boeckenberg | 12-8    |
| Boeckenberg   | - | Vultrix     | 14-2    |

Poule B
| Thuisploeg |   | Uitploeg | Uitslag |
| ---------- | - | -------- | ------- |
| LUTO       | - | Riviera  | 7-5     |
| LUTO       | - | Bec      | 13-1    |
| Riviera    | - | Bec      | 16-4    |

## Finales
| 5e&6e plaats |         |    |
|              |         |    |
|              | Vultrix | 10 |
|              | Bec     | 7  |

| 3e&4e plaats |             |    |
|              |             |    |
|              | Boeckenberg | 13 |
|              | Riviera     | 8  |

| Finale |               |    |
|        |               |    |
| A1     | Ons Eibernest | 10 |
| B1     | LUTO          | 7  |

| Kampioen EuropaCup 1975   |
| ------------------------- |
| Ons Eibernest Zesde titel |

## Eindklassement
| Positie | Club          |
| ------- | ------------- |
| Goud    | Ons Eibernest |
| Zilver  | LUTO          |
| Brons   | Boeckenberg   |
| 4       | Riviera       |
| 5       | Vultrix       |
| 6       | Bec           |